# Павичичі
45°31′ пн. ш. 15°22′ сх. д. / 45.51° пн. ш. 15.36° сх. д.
Павичичі (хорв. Pavičići) — населений пункт у Хорватії, у Карловацькій жупанії у складі громади Нетретич.

## Населення
Населення за даними перепису 2011 року становило 2 осіб.
Динаміка чисельності населення поселення: